# Jonas Rimeika
Anders Jonas Rimeika Karlsson, född 11 maj 1978 i Säffle, är en svensk skådespelare, känd bland annat för rollen som Erik i filmen Smala Sussie.

## Filmografi
- 2003 – Smala Sussie
- 2006 – Små mirakel och stora
- 2006 – Hem till byn (TV-serie)
- 2007 – Juni
- 2008 – Love
- 2009 – 183 dagar (TV-serie)
- 2014 – Hallonbåtsflyktingen
- 2015 – Ack Värmland (TV-serie)
- 2019 – Playa del Sol (TV-serie)
- 2020 – Sommaren 85 (TV-serie)
- 2022 – Försvunna människor (TV-serie)

## Teater

### Roller (ej komplett)
| År   | Roll | Produktion                | Regi      | Teater   |
| ---- | ---- | ------------------------- | --------- | -------- |
| 1999 | Leon | Vildhundarna Hans Renhäll | Eva Molin | Dramaten |